# Harry Potter och dödsrelikerna – Del 2
Harry Potter och dödsrelikerna – Del 2 (Harry Potter and the Deathly Hallows – Part 2) är den sista filmen om Harry Potter och hade premiär den 13 juli 2011. Manuset är skrivet av Steve Kloves, för regin står David Yates och filmerna gavs ut av Warner Bros.

## Handling
Harry, Ron och Hermione ber svartalfen Griphook hjälpa dem att bryta sig in i Bellatrix Lestranges valv på Gringotts bank eftersom de misstänker att en av Lord Voldemorts horrokruxer kan vara där. Svartalfen går med på det i utbyte mot Gryffindors svärd. Horrokruxen i valvet visar sig vara Helga Hufflepuffs bägare, medan de tar den flyr Griphook med svärdet och lämnar dem inlåsta. De tre befriar då den vaktande draken och flyr från Gringotts på hans rygg. Ännu en horrokrux finns på Hogwarts och är på något sätt kopplad till Rowena Ravenclaw. Trion beger sig till Hogsmeade där de blir jagade men räddas av Albus Dumbledors bror Aberforth. Hos honom finns en hemlig passage in till Hogwarts.
Severus Snape har tagit över som rektor på skolan. Han får veta att Harry är tillbaka och varnar personalen och studenterna att de kommer att straffas hårt om de hjälper Harry. Harry konfronterar Snape, som flyr efter att Minerva McGonagall utmanat honom på duell. Hon samlar alla på Hogwarts för att förbereda sig för strid. Harry söker upp Helena Ravenclaws spöke som avslöjar att Voldemort utfört mörk magi på hennes mammas diadem, som finns i vid behov-rummet. Ron och Hermione beger sig till Hemligheternas kammare och förstör horrokruxbägaren med en av basiliskens tänder. Efter en strid med Draco Malfoy och hans kumpaner, Blaise Zabini och Gregory Goyle, i vid behov-rummet, där Goyle dödas, förstör Harry och Ron även Rowena Ravenclaws diadem. Medan Voldemorts styrkor attackerar skolan förstår Harry att Voldemorts orm Nagini är ännu en horrokrux. Han och vännerna hör Voldemort berätta för Snape att fläderstaven inte kan tjäna honom så länge Snape lever, varpå han beordrar Nagini att döda Snape. Innan Snape dör ber han Harry ta hans tårar till minnessållet. I kaoset på Hogwarts dödas Fred Weasley, Remus Lupin och Nymphadora Tonks.
Via minnessållet får Harry veta att Snape älskade hans mamma Lily och att han efter hennes död i hemlighet arbetat för Dumbledore för att skydda Harry från Voldemort. Harry ser också att det var Dumbledore som beordrade Snape att döda honom och att Harry själv blev en horrokrux när Voldemort misslyckades att döda honom som barn. Harry måste själv dö för att förstöra den del av Voldemorts själ som finns inuti honom. Han hamnar i limbo när Voldemort kastar den dödande förbannelsen över Harry. Där möter Harry Dumbledores ande som förklarar att Voldemorts del i Harry dödades av Voldemorts egen förbannelse. Harry återvänder till sin kropp för att möta Voldemort en sista gång, och de duellerar genom hela slottet. Neville Longbottom drar Gryffindorsvärdet och halshugger Nagini, vilket gör Voldemort dödlig. Molly Weasley dödar Bellatrix Lestrange. I den slutliga kampen mellan Harry och Voldemort studsar Voldemorts egen dödande förbannelse tillbaka på honom själv och utplånar honom. När slaget är över förklarar Harry att fläderstaven hade erkänt honom som sin herre efter att han hade avväpnat Draco som i sin tur tidigare hade avväpnat dess tidigare ägare, Dumbledore. Harry bryter itu fläderstaven, kastar den och avvisar på så vis sin makt.
Nitton år senare följer Harry och Ginny Potter respektive Ron och Hermione Weasley sina barn till King's Cross station för att se dem åka till Hogwarts för första gången.

## Roller
| Rollfigur            | Skådespelare                             | Skådespelare                                  |
| Rollfigur            | Del 1                                    | Del 2                                         |
| -------------------- | ---------------------------------------- | --------------------------------------------- |
| Harry Potter         | Daniel Radcliffe                         | Daniel Radcliffe                              |
| Ron Weasley          | Rupert Grint                             | Rupert Grint                                  |
| Hermione Granger     | Emma Watson                              | Emma Watson                                   |
| Bellatrix Lestrange  | Helena Bonham Carter                     | Helena Bonham Carter                          |
| Rubeus Hagrid        | Robbie Coltrane                          | Robbie Coltrane                               |
| Lord Voldemort       | Ralph Fiennes                            | Ralph Fiennes                                 |
| Albus Dumbledore     | Michael Gambon                           | Michael Gambon                                |
| Alastor Moody        | Brendan Gleeson                          |                                               |
| Vernon Dursley       | Richard Griffiths                        |                                               |
| Neville Longbottom   | Matthew Lewis                            | Matthew Lewis                                 |
| Seamus Finnigan      | Devon Murray                             | Devon Murray                                  |
| Luna Lovegood        | Evanna Lynch                             | Evanna Lynch                                  |
| Dean Thomas          |                                          | Alfred Enoch                                  |
| Mr Ollivander        | John Hurt                                | John Hurt                                     |
| Xenophilius Lovegood | Rhys Ifans                               |                                               |
| Lucius Malfoy        | Jason Isaacs                             | Jason Isaacs                                  |
| Helena Ravenclaw     |                                          | Kelly Macdonald                               |
| Rufus Scrimgeour     | Bill Nighy                               |                                               |
| Sirius Black         |                                          | Gary Oldman Rohan Gotobed (ung)               |
| Severus Snape        | Alan Rickman                             | Alan Rickman Benedict Clarke (ung)            |
| James Potter         | Adrian Rawlins                           | Adrian Rawlins Alfie McIlwain (ung)           |
| Lily Potter          | Geraldine Somerville                     | Geraldine Somerville Ellie Darcey-Alden (ung) |
| Slingersvans         | Timothy Spall                            | Timothy Spall                                 |
| Petunia Dursley      | Fiona Shaw                               | Ariella Paradise (ung)                        |
| Dudley Dursley       | Harry Melling                            |                                               |
| Dolores Umbridge     | Imelda Staunton                          |                                               |
| Minerva McGonagall   |                                          | Maggie Smith                                  |
| Remus Lupin          | David Thewlis                            | David Thewlis                                 |
| Kingsley Shacklebolt | George Harris                            | George Harris                                 |
| Argus Filch          |                                          | David Bradley                                 |
| Filius Flitwick      |                                          | Warwick Davis                                 |
| Griphook             | Warwick Davis                            | Warwick Davis                                 |
| Bogrod               |                                          | Jon Key                                       |
| Draco Malfoy         | Tom Felton                               | Tom Felton                                    |
| Blaise Zabini        | Louis Cordice                            | Louis Cordice                                 |
| Gregory Goyle        | Joshua Herdman                           | Joshua Herdman                                |
| Aberforth Dumbledore |                                          | Ciarán Hinds                                  |
| Ariana Dumbledore    |                                          | Hebe Beardsall                                |
| Dobby (röst)         | Toby Jones                               |                                               |
| Poppy Pomfrey        |                                          | Gemma Jones                                   |
| Fenrir Grårygg       | Dave Legeno                              | Dave Legeno                                   |
| Krake (röst)         | Simon McBurney                           |                                               |
| Pomona Sprout        |                                          | Miriam Margolyes                              |
| Horace Snigelhorn    |                                          | Jim Broadbent                                 |
| Sibylla Trelawney    |                                          | Emma Thompson                                 |
| Narcissa Malfoy      | Helen McCrory                            | Helen McCrory                                 |
| Scabior              | Nick Moran                               | Nick Moran                                    |
| Pius Korpulens       | Guy Henry                                | Guy Henry                                     |
| Yaxley               | Peter Mullan                             |                                               |
| Alecto Carrow        | Suzanne Toase                            | Suzanne Toase                                 |
| Amycus Carrow        | Ralph Ineson                             | Ralph Ineson                                  |
| Thorfinn Rowle       | Rod Hunt                                 |                                               |
| Antonin Dolohov      | Arben Bajraktaraj                        |                                               |
| Albert Runcorn       | David O'Hara                             |                                               |
| Reg Cattermole       | Steffan Rhodri                           |                                               |
| Mary Cattermole      | Kate Fleetwood                           |                                               |
| Mafalda Hopkirk      | Sophie Thompson                          |                                               |
| Fred Weasley         | James Phelps                             | James Phelps                                  |
| George Weasley       | Oliver Phelps                            | Oliver Phelps                                 |
| Fleur Delacour       | Clémence Poésy                           | Clémence Poésy                                |
| Bill Weasley         | Domhnall Gleeson                         | Domhnall Gleeson                              |
| Nymphadora Tonks     | Natalia Tena                             | Natalia Tena                                  |
| Molly Weasley        | Julie Walters                            | Julie Walters                                 |
| Arthur Weasley       | Mark Williams                            | Mark Williams                                 |
| Ginny Weasley        | Bonnie Wright                            | Bonnie Wright                                 |
| Cho Chang            |                                          | Katie Leung                                   |
| Pansy Parkinson      | Scarlett Byrne                           | Scarlett Byrne                                |
| Nigel Wolpert        | William Melling                          | William Melling                               |
| Cormac McLaggen      | Freddie Stroma                           | Freddie Stroma                                |
| Gregorovitch         | Rade Serbedzija                          |                                               |
| Gellert Grindelwald  | Michael Byrne Jamie Campbell Bower (ung) |                                               |